# Cold Springs (contea di Tuolumne, California)
Cold Springs è un census-designated place (CDP) degli Stati Uniti d'America, situato nello stato della California, nella contea di Tuolumne. La popolazione è di 181 persone (2010).